# Scopula densicornis
Scopula densicornis är en fjärilsart som beskrevs av W. Warren 1897. Scopula densicornis ingår i släktet Scopula och familjen mätare. Inga underarter finns listade.